# انتحار صاحب الشقة (فلم)
انتحار صاحب الشقة هو فيلم مصري من إنتاج 1986، بطولة نبيله عبيد وكمال الشناوي، وللمخرج أحمد يحيى.

## قصة الفيلم
تدور أحداث الفيلم حول فتاة تدعى (فريدة) متزوجة من زميلها في الشركة (حمدي)، وهي تقيم مع زوجها في شقة والدته، ولكن تضيق حماتها من معاملتها. فيطلقها وتتزوج (عبد العزيز) مديرها في الشركة، الذي يمتلك شقة فاخرة، ولكن تقوم فريده باستغلاله بعد أن تعرف أنه يخونها مع الشغالة ليكتب لها الشقة باسمها.

## روابط خارجية
- مقالات تستعمل روابط فنية بلا صلة مع ويكي بيانات